# Springfield modello 1795
Lo Springfield modello 1795 è stato il primo moschetto a essere fabbricato negli Stati Uniti d'America. Si stima che circa 40 persone realizzarono 225 esemplari nel 1795, mentre altri 70.000 furono prodotti durante la guerra del 1812. Il moschetto rappresentò uno sviluppo del Moschetto Charleville, altra arma usata dagli Stati Uniti al tempo. 

Il modello 1795 fu adottato dai membri della spedizione di Lewis e Clark (1804-1806).
Aveva un tiro utile tra i 50 e 75 metri e sparava una palla calibro .69 in piombo, utilizzata anche da alcune pistole dell'epoca.